# Роей Гордана
Роей Гордана (івр. Roei Gordana, нар. 6 липня 1990, Тель-Авів) — ізраїльський футболіст, півзахисник клубу «Ашдод» та національної збірної Ізраїлю.

## Клубна кар'єра
Народився 6 липня 1990 року в місті Тель-Авів. Вихованець футбольної школи клубу «Хапоель» (Тель-Авів). Дорослу футбольну кар'єру розпочав 2007 року в основній команді того ж клубу, але основним гравцем не став, тому протягом першої половину 2011 року на правах оренди захищав кольори клубу «Хапоель» (Петах-Тіква). Повернувшись до рідної команди перед сезоном 2011/12, Гордана нарешті став основним гравцем тель-авівців і того ж сезону допоміг команді стати володарем Кубка Ізраїлю. Всього відіграв за команду з Тель-Авіва три сезони своєї ігрової кар'єри й більшість часу, проведеного у складі тель-авівського «Хапоеля», був основним гравцем команди.
10 липня 2014 року він підписав трирічний контракт з клубом «Хапоель» (Беер-Шева), де провів півтора року, після чого ще пів сезону виступав в оренді за «Маккабі» (Петах-Тіква), вигравши з ними Кубок Тото.
16 січня 2017 року розірвав контракт з «Хапоелем» (Беер-Шева) і став гравцем «Бней-Єгуди». В кінці сезону він виграв Кубок Ізраїлю з новим клубом, зігравши усі 120 хвилин у фінальному матчі проти «Маккабі» (Тель-Авів).
9 липня 2018 року Гордана підписав контракт на один сезон з хорватською командою «Славен Белупо», але вже 31 січня 2019 року повернувся до Ізраїлю та став гравцем «Ашдода». До кінця сезону 2018/19 він провів загалом 13 матчів і забив 1 гол, допомігши команді залишитися в Прем'єр-лізі, де провів ще два наступні сезони як основний гравець.
10 червня 2021 року він підписав дворічний контракт з «Хапоелем» (Беер-Шева) і протягом чотирьох сезонів відіграв за беер-шевську команду 98 матчів в національному чемпіонаті.
30 червня 2025 року він повернувся до «Ашдода», уклавши дворічну угоду.

## Виступи за збірну
8 червня 2024 року дебютував в офіційних іграх у складі національної збірної Ізраїлю в товариському матчі проти Угорщини (0:3), вийшовши на 30 хвилині на заміну замість Едена Шаміра.

## Титули і досягнення
- Володар Кубка Ізраїлю (4):

«Хапоель» (Тель-Авів): 2011/12
«Бней-Єгуда»: 2016/17
«Хапоель» (Беер-Шева): 2021/22, 2024/25
- Володар Кубка Тото (1) (2):

«Хапоель» (Тель-Авів): 2015/16
- Володар Суперкубка Ізраїлю (2):

«Хапоель» (Беер-Шева): 2016, 2022